# Modelo de Circulação Geral

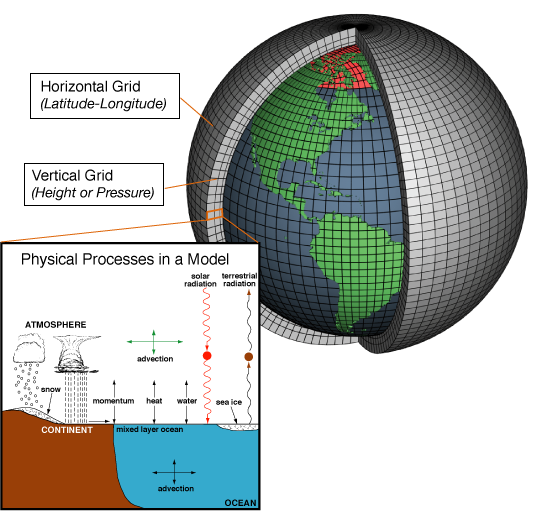
Modelos climáticos são sistemas de equações diferenciais relativas a leis básicas da física, da dinâmica de fluidos e da química. Para “executar” um modelo, cientistas dividem o planeta numa grade tridimensional, aplicando equações básicas e avaliando os resultados. Modelos atmosféricos calculam ventos, transferência de calor, radiação, humidade relativa e aspectos da hidrologia de superfície em cada grade, além de avaliar a interação entre diferentes pontos.

Um modelo de circulação geral é um tipo de modelo climático. Ele emprega um modelo matemático de circulação geral na atmosfera planetária ou no oceano e usa equações de Navier-Stokes numa esfera rodante com condições termodinâmicas a várias fontes de energia (radiação, calor latente). Tais equações são basilares em programas de computador usados na simulação da atmosfera da Terra ou oceanos.